# خوش‌خوان آنتیل
خوش‌خوان آنتیل (نام علمی: Euphonia musica) نام یک گونه از سرده سهره‌های خوش‌خوان است.